# Eremosybra albosignata
Eremosybra albosignata är en skalbaggsart som beskrevs av Stefan von Breuning 1960. Eremosybra albosignata ingår i släktet Eremosybra och familjen långhorningar. Inga underarter finns listade i Catalogue of Life.